# Wereldkampioenschap superbike van Sugo 1997
Het wereldkampioenschap superbike van Sugo 1997 was de elfde ronde van het wereldkampioenschap superbike en de tiende ronde van de wereldserie Supersport 1997. De races werden verreden op 5 oktober 1997 op het Sportsland SUGO nabij Murata, Japan.
John Kocinski werd gekroond tot kampioen in de superbike-klasse met een derde plaats in de tweede race van het weekend, wat genoeg was om zijn laatste concurrenten Carl Fogarty en Aaron Slight voor te blijven. Paolo Casoli werd gekroond tot de eerste kampioen in de Supersport-klasse met een overwinning in de race, wat genoeg was om zijn laatste concurrenten voor te blijven.

## Superbike
Coureurs die deelnamen aan het Europees kampioenschap superbike en coureurs die deelnamen met motorfietsen die aan andere technische reglementen voldeden, kwamen niet in aanmerking om punten te scoren in het wereldkampioenschap.

### Race 1
| Pos | Nr | Rijder               | Constructeur | Rondes | Tijd         | Grid | Punten |
| --- | -- | -------------------- | ------------ | ------ | ------------ | ---- | ------ |
| 1   | 8  | Akira Yanagawa       | Kawasaki     | 21     | 31:53.323    | 1    | 25     |
| 2   | 41 | Noriyuki Haga        | Yamaha       | 21     | +0.033       | 3    | 20     |
| 3   | 6  | Simon Crafar         | Kawasaki     | 21     | +4.106       | 4    | 16     |
| 4   | 37 | Keiichi Kitagawa     | Suzuki       | 21     | +11.902      | 10   | 13     |
| 5   | 51 | Wataru Yoshikawa     | Yamaha       | 21     | +18.345      | 2    |        |
| 6   | 2  | Aaron Slight         | Honda        | 21     | +18.895      | 11   | 11     |
| 7   | 39 | Shinya Takeishi      | Kawasaki     | 21     | +20.073      | 15   | 10     |
| 8   | 38 | Katsuaki Fujiwara    | Suzuki       | 21     | +20.373      | 7    | 9      |
| 9   | 3  | John Kocinski        | Honda        | 21     | +20.663      | 8    | 8      |
| 10  | 34 | Tamaki Serizawa      | Suzuki       | 21     | +21.266      | 12   | 7      |
| 11  | 52 | Shinichi Ito         | Honda        | 21     | +21.379      | 9    |        |
| 12  | 7  | Pierfrancesco Chili  | Ducati       | 21     | +21.563      | 5    | 6      |
| 13  | 4  | Carl Fogarty         | Ducati       | 21     | +22.142      | 13   | 5      |
| 14  | 22 | Scott Russell        | Yamaha       | 21     | +22.477      | 14   | 4      |
| 15  | 36 | Norihiko Fujiwara    | Yamaha       | 21     | +26.624      | 16   | 3      |
| 16  | 40 | Yuichi Takeda        | Honda        | 21     | +33.987      | 20   | 2      |
| 17  | 35 | Akira Ryo            | Kawasaki     | 21     | +34.086      | 19   | 1      |
| 18  | 9  | Neil Hodgson         | Ducati       | 21     | +34.903      | 21   |        |
| 19  | 33 | John Reynolds        | Ducati       | 21     | +36.042      | 17   |        |
| 20  | 44 | Sean Emmett          | Ducati       | 21     | +46.055      | 22   |        |
| 21  | 11 | Mike Hale            | Suzuki       | 21     | +50.541      | 26   |        |
| 22  | 61 | Manabu Kamada        | Honda        | 21     | +56.923      | 28   |        |
| 23  | 17 | Pere Riba            | Honda        | 21     | +59.374      | 31   |        |
| 24  | 55 | Ichiro Asai          | Ducati       | 21     | +1:06.148    | 30   |        |
| 25  | 14 | Makoto Suzuki        | Ducati       | 21     | +1:06.789    | 23   |        |
| 26  | 60 | Shuya Arai           | Honda        | 21     | +1:10.578    | 32   |        |
| 27  | 54 | Shinya Nakatani      | Kawasaki     | 21     | +1:13.640    | 29   |        |
| 28  | 31 | Igor Jerman          | Kawasaki     | 20     | +1 ronde     | 27   |        |
| DNF | 15 | Piergiorgio Bontempi | Kawasaki     | 8      | Uitgevallen  | 6    |        |
| DNS | 53 | Kousuke Akiyoshi     | Suzuki       | 0      | Niet gestart | 18   |        |
| DNS | 12 | James Whitham        | Suzuki       | 0      | Niet gestart | 24   |        |
| DNS | 58 | Katsunori Hasegawa   | Yamaha       | 0      | Niet gestart | 25   |        |

### Race 2
| Pos | Nr | Rijder               | Constructeur | Rondes | Tijd         | Grid | Punten |
| --- | -- | -------------------- | ------------ | ------ | ------------ | ---- | ------ |
| 1   | 41 | Noriyuki Haga        | Yamaha       | 25     | 38:04.349    | 3    | 25     |
| 2   | 6  | Simon Crafar         | Kawasaki     | 25     | +2.676       | 4    | 20     |
| 3   | 3  | John Kocinski        | Honda        | 25     | +5.883       | 8    | 16     |
| 4   | 2  | Aaron Slight         | Honda        | 25     | +10.365      | 11   | 13     |
| 5   | 38 | Katsuaki Fujiwara    | Suzuki       | 25     | +12.854      | 7    | 11     |
| 6   | 34 | Tamaki Serizawa      | Suzuki       | 25     | +15.882      | 12   | 10     |
| 7   | 40 | Yuichi Takeda        | Honda        | 25     | +32.566      | 20   | 9      |
| 8   | 35 | Akira Ryo            | Kawasaki     | 25     | +39.157      | 19   | 8      |
| 9   | 44 | Sean Emmett          | Ducati       | 25     | +47.459      | 22   | 7      |
| 10  | 11 | Mike Hale            | Suzuki       | 25     | +53.445      | 26   | 6      |
| 11  | 14 | Makoto Suzuki        | Ducati       | 25     | +58.402      | 23   | 5      |
| 12  | 55 | Ichiro Asai          | Ducati       | 25     | +1:01.318    | 30   |        |
| 13  | 61 | Manabu Kamada        | Honda        | 25     | +1:02.494    | 28   |        |
| 14  | 31 | Igor Jerman          | Kawasaki     | 25     | +1:03.354    | 27   | 4      |
| 15  | 17 | Pere Riba            | Honda        | 25     | +1:07.688    | 31   | 3      |
| 16  | 60 | Shuya Arai           | Honda        | 25     | +1:13.157    | 32   |        |
| 17  | 54 | Shinya Nakatani      | Kawasaki     | 24     | +1 ronde     | 29   |        |
| DNF | 39 | Shinya Takeishi      | Kawasaki     | 24     | Uitgevallen  | 15   |        |
| DNF | 4  | Carl Fogarty         | Ducati       | 20     | Uitgevallen  | 13   |        |
| DNF | 37 | Keiichi Kitagawa     | Suzuki       | 17     | Uitgevallen  | 10   |        |
| DNF | 22 | Scott Russell        | Yamaha       | 17     | Uitgevallen  | 14   |        |
| DNF | 9  | Neil Hodgson         | Ducati       | 9      | Uitgevallen  | 21   |        |
| DNF | 8  | Akira Yanagawa       | Kawasaki     | 7      | Uitgevallen  | 1    |        |
| DNF | 33 | John Reynolds        | Ducati       | 1      | Uitgevallen  | 17   |        |
| DNF | 52 | Shinichi Ito         | Honda        | 1      | Uitgevallen  | 9    |        |
| DNF | 51 | Wataru Yoshikawa     | Yamaha       | 0      | Uitgevallen  | 2    |        |
| DNF | 7  | Pierfrancesco Chili  | Ducati       | 0      | Uitgevallen  | 5    |        |
| DNF | 15 | Piergiorgio Bontempi | Kawasaki     | 0      | Uitgevallen  | 6    |        |
| DNF | 36 | Norihiko Fujiwara    | Yamaha       | 0      | Uitgevallen  | 16   |        |
| DNS | 53 | Kousuke Akiyoshi     | Suzuki       | 0      | Niet gestart | 18   |        |
| DNS | 12 | James Whitham        | Suzuki       | 0      | Niet gestart | 24   |        |
| DNS | 58 | Katsunori Hasegawa   | Yamaha       | 0      | Niet gestart | 25   |        |

## Supersport
| Pos | Nr | Rijder               | Constructeur | Rondes | Tijd        | Grid | Punten |
| --- | -- | -------------------- | ------------ | ------ | ----------- | ---- | ------ |
| 1   | 26 | Paolo Casoli         | Ducati       | 25     | 40:14.742   | 1    | 25     |
| 2   | 34 | Yves Briguet         | Suzuki       | 25     | +10.723     | 4    | 20     |
| 3   | 1  | Fabrizio Pirovano    | Ducati       | 25     | +10.998     | 5    | 16     |
| 4   | 6  | Vittoriano Guareschi | Yamaha       | 25     | +11.453     | 7    | 13     |
| 5   | 36 | Christophe Cogan     | Ducati       | 25     | +15.515     | 2    | 11     |
| 6   | 2  | Massimo Meregalli    | Yamaha       | 25     | +22.510     | 3    | 10     |
| 7   | 17 | Stéphane Mertens     | Suzuki       | 25     | +24.486     | 15   | 9      |
| 8   | 7  | Thomas Körner        | Ducati       | 25     | +24.528     | 16   | 8      |
| 9   | 31 | Marco Risitano       | Kawasaki     | 25     | +32.163     | 14   | 7      |
| 10  | 13 | Jeffry de Vries      | Yamaha       | 25     | +37.345     | 19   | 6      |
| 11  | 38 | Mario Innamorati     | Bimota       | 25     | +40.733     | 17   | 5      |
| 12  | 30 | Wilco Zeelenberg     | Yamaha       | 25     | +41.484     | 20   | 4      |
| 13  | 22 | Bernard Garcia       | Ducati       | 25     | +41.795     | 18   | 3      |
| 14  | 41 | Michaël Paquay       | Honda        | 25     | +43.695     | 11   | 2      |
| 15  | 27 | Rubén Xaus           | Honda        | 25     | +44.729     | 8    | 1      |
| 16  | 32 | Marc Garcia          | Honda        | 25     | +45.033     | 21   |        |
| 17  | 14 | Fred Bayens          | Honda        | 25     | +46.963     | 12   |        |
| 18  | 96 | Hirohaki Tomioka     | Ducati       | 25     | +51.314     | 22   |        |
| DNF | 95 | Makoto Suzuki        | Yamaha       | 13     | Uitgevallen | 6    |        |
| DNF | 90 | Bernhard Schick      | Ducati       | 13     | Uitgevallen | 9    |        |
| DNF | 24 | Stéphane Chambon     | Ducati       | 13     | Uitgevallen | 13   |        |
| DNF | 35 | Giovanni Bussei      | Suzuki       | 8      | Uitgevallen | 10   |        |
| DNF | 25 | Serafino Foti        | Bimota       | 4      | Uitgevallen | 23   |        |

## Tussenstanden na wedstrijd

### Superbike
| Pos | Nr | Rijder         | Team     | Punten |
| --- | -- | -------------- | -------- | ------ |
| 1   | 3  | John Kocinski  | Honda    | 391    |
| 2   | 4  | Carl Fogarty   | Ducati   | 317    |
| 3   | 2  | Aaron Slight   | Honda    | 310    |
| 4   | 6  | Simon Crafar   | Kawasaki | 234    |
| 5   | 8  | Akira Yanagawa | Kawasaki | 214    |

### Supersport
| Pos | Nr | Rijder               | Team   | Punten |
| --- | -- | -------------------- | ------ | ------ |
| 1   | 26 | Paolo Casoli         | Ducati | 145    |
| 2   | 6  | Vittoriano Guareschi | Yamaha | 119    |
| 3   | 34 | Yves Briguet         | Suzuki | 114    |
| 4   | 24 | Stéphane Chambon     | Ducati | 103    |
| 5   | 41 | Michaël Paquay       | Honda  | 93     |

1988 · 1989 · 1990 · 1991 · 1992 · 1993 · 1994 · 1995 · 1996 · 1997 · 1998 · 1999 · 2000 · 2001 · 2002 · 2003